# إميل برنارد
إميل برنارد (بالفرنسية: Émile Bernard) (و. 1868 – 1941 م) هو رسام، وشاعر، وكاتب، من فرنسا، ولد في ليل، شارك في The Volpini Exhibition, 1889 ‏، توفي في باريس، عن عمر يناهز 73 عاماً.

## السيرة الذاتية
ولد إميل هنري برنارد في ليل، فرنسا في عام 1868. عانت أخته من المرض عندما كان شابًا فلم يحصل على الكثير من الاهتمام من والديه، بل بقي مع جدته التي كانت تمتلك مصبغة ملابس في ليل يعمل بها أكثر من عشرين شخصًا، وكانت واحدةً من أعظم المؤيدين لفنه. انتقلت العائلة إلى باريس في عام 1878، حيث التحق إميل بجامعة سانت بارب.

### التعليم
بدأ برنارد دراساته في كلية الفنون الزخرفية، وانضم إلى مرسم كورمون في عام 1884 حيث جرب كلًا من الانطباعية والتنقيطية وأصبح صديقًا لاثنين من زملائه، لويس أنكويتن وهنري دو تولوز لوترك. فُصل بشكل مؤقت من كلية الفنون الجميلة بحجة «إظهار ميول تعبيرية في لوحاته»، فتجول في أنحاء بريتاني مشيًا على الأقدام إذ كان مفتونًا بتقاليدها ومناظرها الطبيعية.
التقى برنارد مع غوغان في بونت آفين في أغسطس من عام 1886، وتبادلا حديثًا قصيرًا عن الفن في هذا اللقاء الموجز، واتفقا على الالتقاء مرة أخرى. يقول برنارد عند معاودة التفكير بهذا اللقاء «كانت موهبتي الخاصة متطورة أساسًا بشكل كامل»، إذ اعتقد أن أسلوبه قد لعب دورًا كبيرًا في تطوير أسلوب غوغان الناضج.

### 1888-1887
قضى برنارد شهر سبتمبر من عام 1887 على الساحل، حيث رسم لوحته «الجدة»، وهي صورة لجدته. واصل أحاديثه مع رسامين آخرين وقال الكثير من الأشياء الجيدة عن غوغان. عاد برنارد إلى باريس، والتحق بأكاديمية جوليان، والتقى بفان غوخ الذي كان معجبًا بعمله، ووجد مطعمًا لعرض عمله إلى جانب كل من فان غوخ وأنكويتن وتولوز لوترك في شارع كليشي. أطلق فان غوخ على المجموعة اسم مدرسة بوتيت بوليفارد.
ذهب برنارد بعد عام من ذلك إلى بونت آفين سيرًا على الأقدام للقاء غوغان، ونمت صداقتهما الفنية بسرعة كبيرة. طور بيرنارد بحلول هذه الفترة العديد من النظريات حول أعماله الفنية والشكل الذي أرادها أن تكون عليه. صرح بأنه «يرغب في العثور على فن يمتلك أكثر أشكال البساطة تطرفًا ويمكنه الوصول للجميع، ولا يمكنه ممارسة فرديته بل يكون جماعيًا». أُعجب غوغان بقدرة برنارد على التعبير عن أفكاره.
يعد عام 1888 عامًا جوهريًا بالنسبة لتاريخ الفن الحديث. عمل فيه بول غوغان مع فنسنت فان غوخ معًا في آرل منذ 23 أكتوبر وحتى 23 ديسمبر. قدم غوغان أسلوبه الجديد من بونت آفين الذي يتجسد في «الرؤيا بعد الموعظة: يعقوب يصارع الملاك»، وهو عمل قوي للرمزية البصرية التي كان قد أرسل رسمًا تقريبيًا لها إلى فان غوخ في وقت سابق من سبتمبر.
يبدو أسلوب برنارد فعالًا ومترابطًا من خلال «امرأة في كومة القش»، ويمكن رؤيته أيضًا من خلال المقارنة بين «لوحتين شخصيتين» أرسلهما برنارد وغوغان إلى فان غوخ في نهاية سبتمبر من عام 1888 بناءً على طلب الأخير، وهي صور شخصية بمبادرة من غوغان. رسم برنارد بورتريه لنفسه يظهر في خلفيته بورتريه لغوغان، كان قد دمجهما معًا في لوحة واحدة.
تعد بعض من أعمال برنارد من مجموعة أغسطس («صف من الأشجار بالقرب من البحر مع امرأتين تتحدثان في المقدمة وبعض العربات» و«فنسنت فان غوخ في رسالة إلى برنارد» آرل 1888)، مصدر إلهام لكل من فان غوخ وغوغان في عملهما «زقاق في مدينة الموتى» في آرل.

انضم في عام 1891 إلى مجموعة من رسامي الرمزية مثل أوديلون ريدون وفيرديناند هودلر. بدأ في عام 1893 بالسفر إلى كل من مصر وإسبانيا وإيطاليا ليصبح أسلوبه بعد ذلك أكثر انتقائية. عاد إلى باريس في عام 1904 وبقي فيها حتى نهاية حياته. درَّس في كلية الفنون الجميلة قبل وفاته في عام 1941.
«دمر هذا الشاب المبدع نفسه في معركة ضد الطليعة التي كان قد ساعد في خلقها. قادته منافسته مع غوغان بحقد إلى طريق مختلف: الكلاسيكية. حدث هذا التغيير عندما كان يعيش في الشرق الأوسط، في فترة من الأزمات الكبرى. ولكن الحقيقة تظل أن برنارد الشاب لعب دورًا أساسيًا في انطلاقة غوغان، واخترع رؤية فنية جديدة».

## نظريات في الأسلوب والفن: التقطيعية والرمزية
وضع برنارد نظرية لأسلوب في الرسم يتضمن أشكالًا جريئة مفصولة بخطوط داكنة وأصبح هذا الأسلوب يُعرف باسم التقطيعية. أظهر عمله نزعات للأشكال الهندسية ألمحت إلى تأثيرات بول سيزان، وتعاون مع بول غوغان وفنسنت فان غوخ.
يُقال بأن أنكويتن وهو صديق لبرنارد، من يجب أن يحصل على الفضل في أسلوب برنارد «التقطيعية». انقلب برنارد وأنكويتن خلال ربيع عام 1887 ضد الانطباعية الجديدة، ومن المحتمل أن يكون برنارد قد تأثر بالأعمال التي شاهدها لسيزان، لكنه يقول: «عندما كنت في بريتاني، كنت أحصل على إلهامي من كل شيء غير ضروري للمشهد يغطيه الواقع بحيث يشغل أعيننا بدل عقلنا. يجب عليك تبسيط المشهد في سبيل فهمه، وعليك بطريقة ما، أن ترسم خطته.»
تظهر الرمزية والرموز الدينية في كل من عمل برنارد وغوغان. كان برنارد لوحده في لو بولدو خلال صيف عام 1889، حيث بدأ برسم العديد من اللوحات الدينية. شعر بالضيق لأنه اضطر إلى رسم الأعمال التجارية في نفس الوقت الذي أراد فيه إنشاء هذه القطع الفنية. كتب برنارد عن علاقته بأسلوب الرمزية في الكثير من الرسائل والمقالات والبيانات، وقال بأن الرمزية هي ذات جوهر مسيحي وتمتلك لغة إلهية، واعتقد بأنها «التعبير غير المرئي من قبل المرئي»، وأن جميع المحاولات السابقة للرمزية الدينية قد فشلت. مثلت تلك الفترة من الرمزية طبيعة الجمال، لكنها لم تجد الحقيقة فيه، إذ كان الفن حتى النهضة يستند إلى ما هو خفي وليس على المرئي، وإلى الفكرة وليس على الأشكال. كان تاريخ لوحات الرمزية روحيًا، فكل شيء -أي الرموز- نُسيت من خلال أفكار ومذاهب الوثنية، وهذا ما كان يحاول برنارد تحقيقه مع إعادة ميلاد الرمزية في عام 1890. ركز في فكرته عن الرمزية الجديدة على الحفاظ على فن يستند على أساس أكثر أصالة ويكون أكثر واقعية في عقل برنارد، ما يعني الحد من الانطباعية، وليس إنشاء رحلة بصرية كما فعل جورج بيير سورات، بل من خلال تبسيط الرمز الفعلي.
يتلخص مفهومه بأنه يمكن العثور على الحقيقة من خلال الأفكار وليس التقنية.

## التأثير
كان أكثر ما يُحبط إميل برنارد أن بول غوغان لم يأت على ذكره باعتباره مؤثرًا على الرمزية التصويرية. أقام معهد شيكاغو للفنون ومتحف فان غوخ في أمستردام معرضًا مشتركًا في عام 2002/2001 : فان غوخ وغوغان: ورشة الجنوب التي وضعت مساهمة إميل برنارد في منظورها الصحيح.
كان الرسام السويدي إيفان أغيلي أحد طلاب برنارد.

## معرض صور

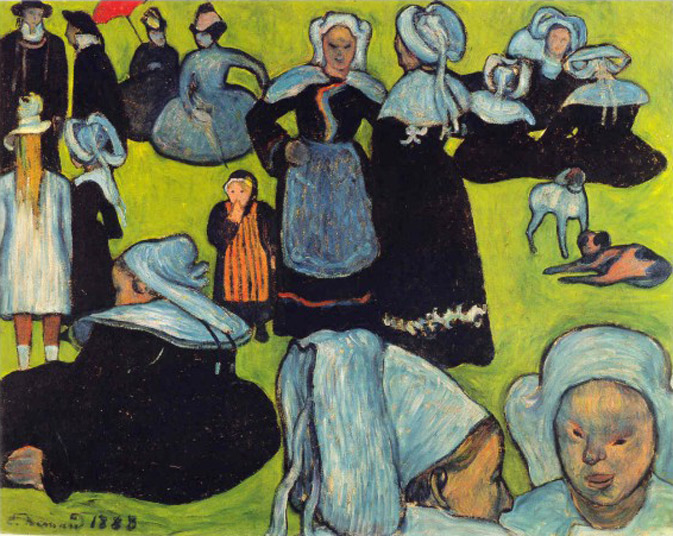
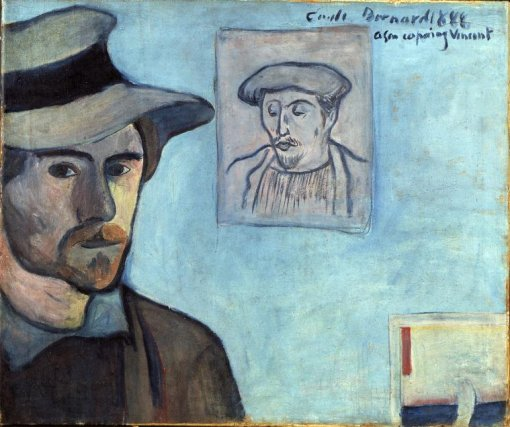
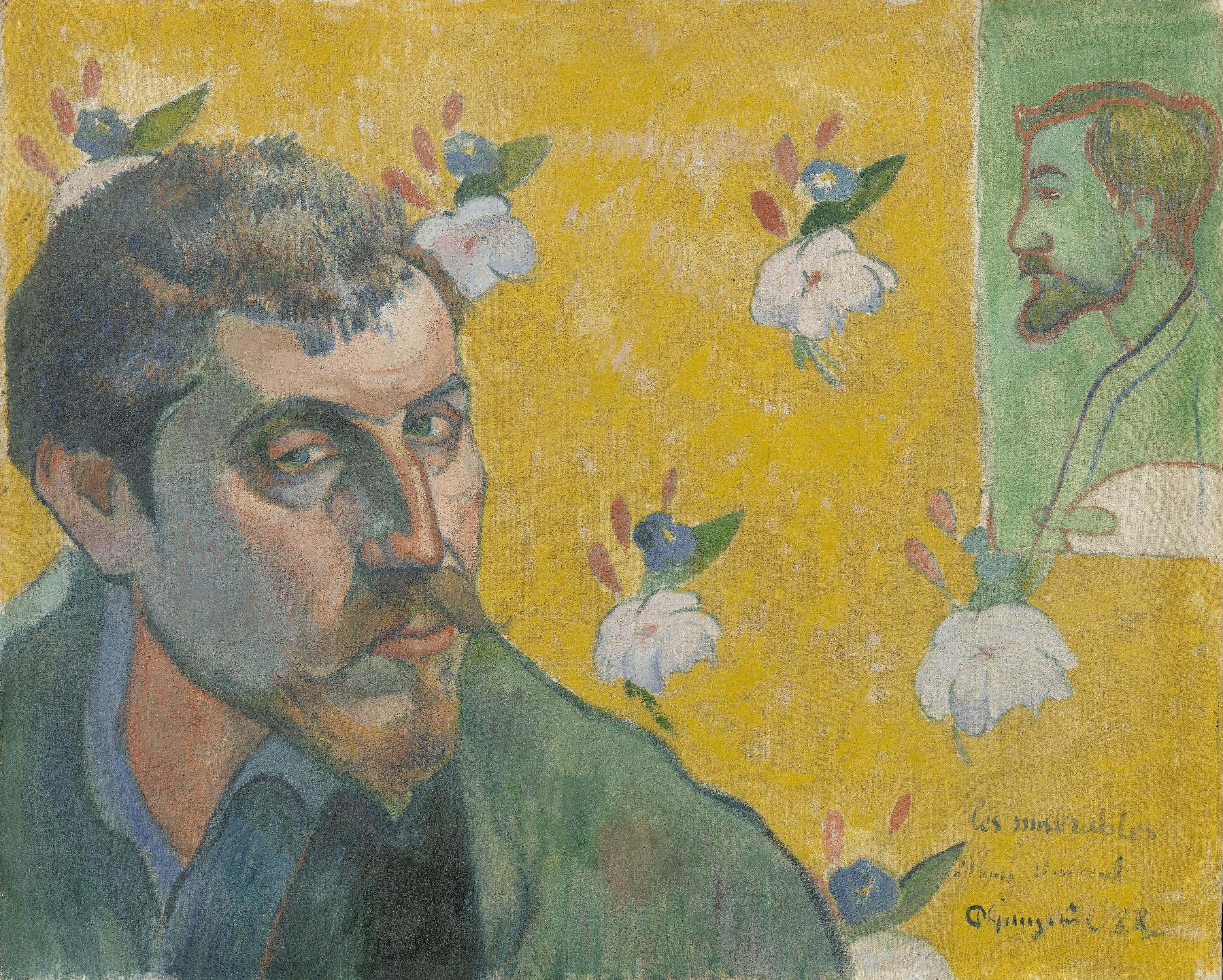
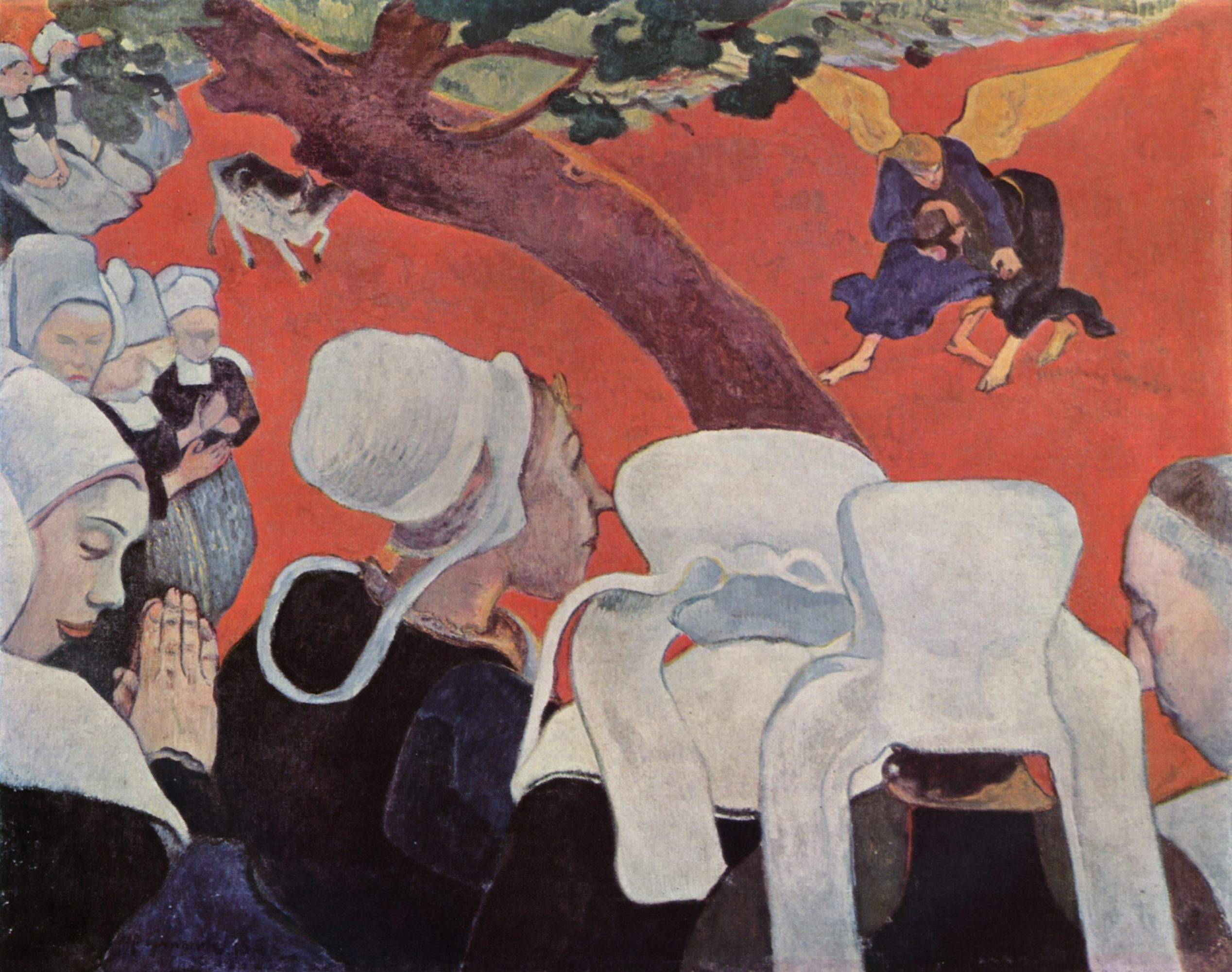
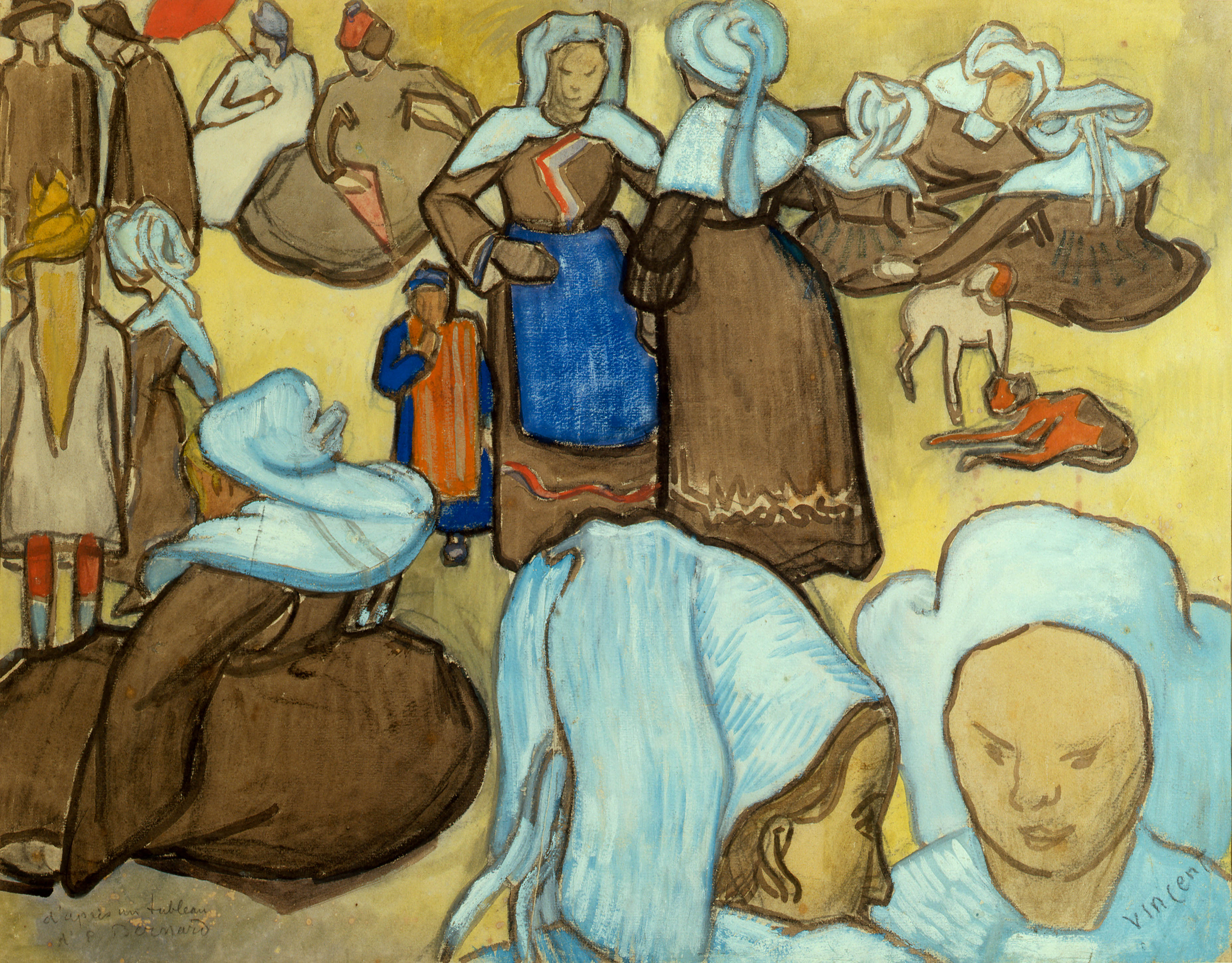

## التعليم
تعلم في أكاديمية جوليان.

## جوائز
حصل على جوائز منها:
- وسام جوقة الشرف.[13]

## روابط خارجية
- إميل برنارد على موقع الموسوعة البريطانية (الإنجليزية)